# Kleine Gelbschulterfledermaus
Die Kleine Gelbschulterfledermaus (Sturnira nana) ist ein Fledertier in der Familie der Blattnasen, das in Südamerika vorkommt. Sie ist eng mit der Zweizahn-Gelbschulterfledermaus (Sturnira bidens) verwandt und bildet mit dieser die Untergattung Corvira.

## Merkmale
Die Art ist mit einer Unterarmlänge von 34,2 bis 35,7 mm der kleinste Vertreter der Gelbschulterfledermäuse. Ihr fehlen jedoch die für die Gattung namensgebenden gelben Epauletten und die von diesen bedeckten Drüsen. Die Oberseite ist mit dunkel graubraunem Fell bedeckt, während die Unterseite etwas heller ist. Im Gegensatz zur etwas größeren Zweizahn-Gelbschulterfledermaus kommen auf Armen, Beinen und Schwanzflughaut wenige Haare vor. Die oberen inneren Schneidezähne sind breit und stehen dicht beieinander. Das für die Familie typische schmale Nasenblatt ist vorhanden. Der weibliche Holotyp hatte eine Kopf-Rumpf-Länge von 51 mm, 10 mm lange Hinterfüße sowie 13 mm lange Ohren. Äußerlich war kein Schwanz erkennbar.

## Verbreitung
Die Kleine Gelbschulterfledermaus wurde erstmals im Süden Perus entdeckt. Ein weiterer Fund ist aus Ecuador bekannt. Das bekannte Verbreitungsgebiet liegt in den Anden zwischen 1.430 und 1.670 Meter Höhe. Die Funde stammen aus Bergwäldern sowie von Waldlichtungen.

## Status
Vermutlich entspricht die Lebensweise dem Verhalten der anderen Gelbschulterfledermäuse. Die größte Gefahr geht von der Umwandlung der Wälder zu Ackerflächen aus. Auf diesen werden teilweise Drogenpflanzen angebaut. Ein juristisches Einschreiten gegen diese Praxis könnte die Waldrodungen eindämmen. Die Bestandssituation der Kleinen Gelbschulterfledermaus wurde 2016 in der Roten Liste gefährdeter Arten der IUCN als „Endangered (EN)“ = „stark gefährdet“ eingestuft.